# قدرت‌آباد (نهبندان)
قدرت‌آباد یک روستا در ایران است که در بخش شوسف شهرستان نهبندان در استان خراسان جنوبی واقع شده‌است. قدرت‌آباد ۴۱ نفر جمعیت دارد.

## جمعیت
این روستا در دهستان شوسف قرار دارد و براساس سرشماری مرکز آمار ایران در سال ۱۳۸۵، جمعیت آن ۴۱ نفر (۸ خانوار) بوده‌است.